# Busan Tower
De Busan Tower is een 118 meter hoge toren in het Yongdusanpark in de Zuid-Koreaanse stad Busan.
De toren werd in oktober 1973 voltooid en staat op de top van een 69 meter hoge berg. Met een lift kan de bezoeker naar de bovenste twee etages van waaruit men achter glas uitzicht heeft over de stad.